# 水道水フッ化物添加についての議論

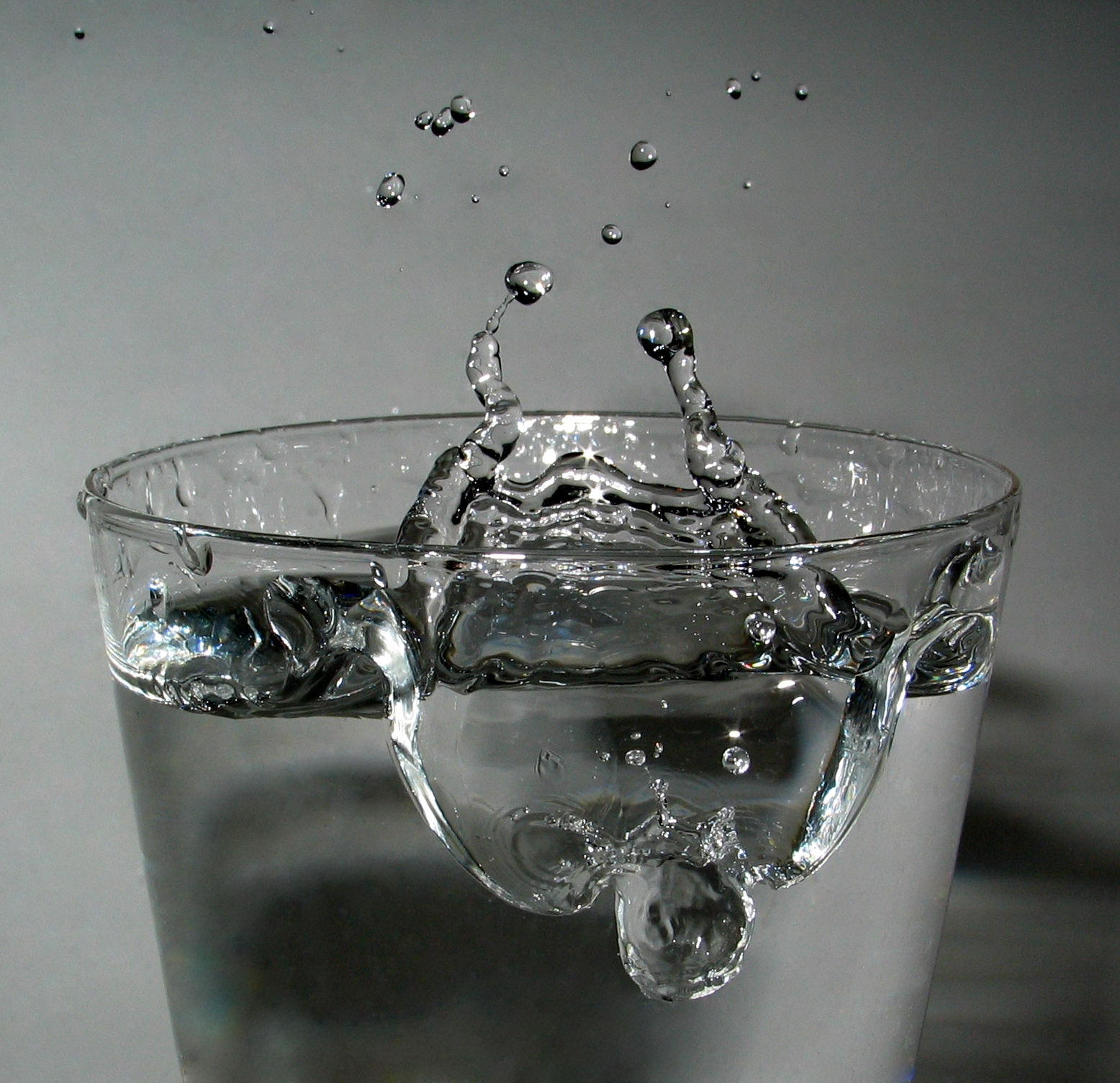
水道水フッ化物添加は、さまざまな角度から議論されてきている。

水道水フッ化物添加についての議論（すいどうすいフッかぶつてんかについてのぎろん）とは、水道水フッ化物添加による健康上の恩恵についての議論である。世界保健機関は「適切な量の水道水フッ化物添加やフッ化物塗布はう蝕（虫歯）の予防に、多大な利益がある」という見解を表明している。
フッ化カルシウムは、湖、河川、地下水、海水といったすべての水源にみられる天然由来の無機化合物である。水道水フッ化物添加は、口腔保健の向上を意図して、人工的に水道水中のフッ化物濃度を調整する。これは通常、フッ化ナトリウム、フルオロ珪酸ナトリウム、フルオロ珪酸の添加によりなされる。
水道水フッ化物添加の支持者らは、水道水フッ化物添加は食塩をヨウ素で強化すること、牛乳にビタミンDを添加すること、そしてオレンジジュースにビタミンCを添加することと同様のことであり、また小児と成人の両方にとって、虫歯を予防し、生涯にわたり口腔保健を向上する、効果的方法であると主張している。
現在の医学研究団体や歯科研究団体の見解をよそに、数多くのグループが水道水フッ化物添加に対して議論を続けている。そのようなグループは、必ずしも水道水フッ化物を否定したりしているわけではないが、いくつかの論点からなる水道水フッ化物添加の議論を共有している。水道水フッ化物添加に反対するグループは、水道水フッ化物添加は、意図している恩恵より大きな害をもたらす（歯のフッ素症のように）と主張している。またある反対派は、フッ化物を上水道に添加することは、個人の摂取する物質の選択を奪う集団投薬であると主張している。またある反対派は、水道水フッ化物添加は、有毒な産業廃棄物の処理計画の一端であると主張している。医学ならびに歯科の研究団体はさまざまなメッセージを流し続けている。その一つは、2006年の米国学術研究会議の報告であり、そこでは幼児の粉ミルク摂取によるフッ化物の過剰摂取の懸念がとりあげられている。

## 歴史
水道水フッ化物添加に対する議論は、健康上の恩恵についての懸念を背景に、以下のようにそれぞれの時代のアメリカの関心事を反映したテーマを巻き込みながら、現代に至っているといわれる。
- 1950年代：共産主義者による陰謀とする説。（陰謀論）
- 1960年代：自然環境、水質汚染による公害の懸念
- 1970年代：米国政府・医療界・産業界による陰謀
- 1980年代：後天性免疫不全症候群やアルツハイマー型痴呆との関連の懸念
- 1990年代：骨盤骨折とガンとの関連の懸念
- 2000年代：鉛とヒ素の毒性に関連した過剰摂取による毒性の懸念

## フッ化物の役割

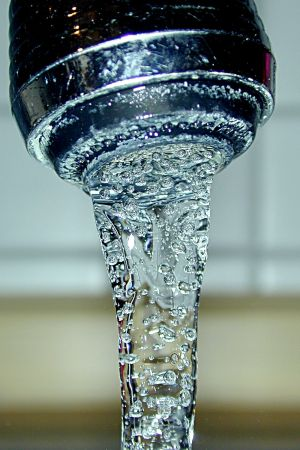
水道水には虫歯を減らす目的で、フッ化物が添加される。しかし、反対派は選択の自由や健康への懸念といった課題が残っていると主張する。

あるグループは、フッ化物はビタミンや栄養素ではなく、そのような主張は、医学会による思い込みであると、主張している。水道水フッ化物添加反対派は、歯の健康は、砂糖摂取の制限といった食生活の改善、北欧にあるようなキシリトールの咀嚼、フロスやフッ化物配合歯磨剤を利用したブラッシングによる口腔衛生の維持などといった、他の方法によって維持、獲得されうると主張する。彼らは、フッ化物の作用は局所的なもので、摂取をする必要は無い、と主張する。その上、フッ化物添加水による恩恵よりも、全身への害の方が重く、フッ化物水道水添加の必要は無い、と主張する。
フッ素洗口推進派が引用する『フッ化物と口腔保健 : WHOのフッ化物応用と口腔保健に関する新しい見解』 は200か所以上の誤訳や訳出漏れを通じて、フッ化物洗口を推進している。

### 保健機関の主張

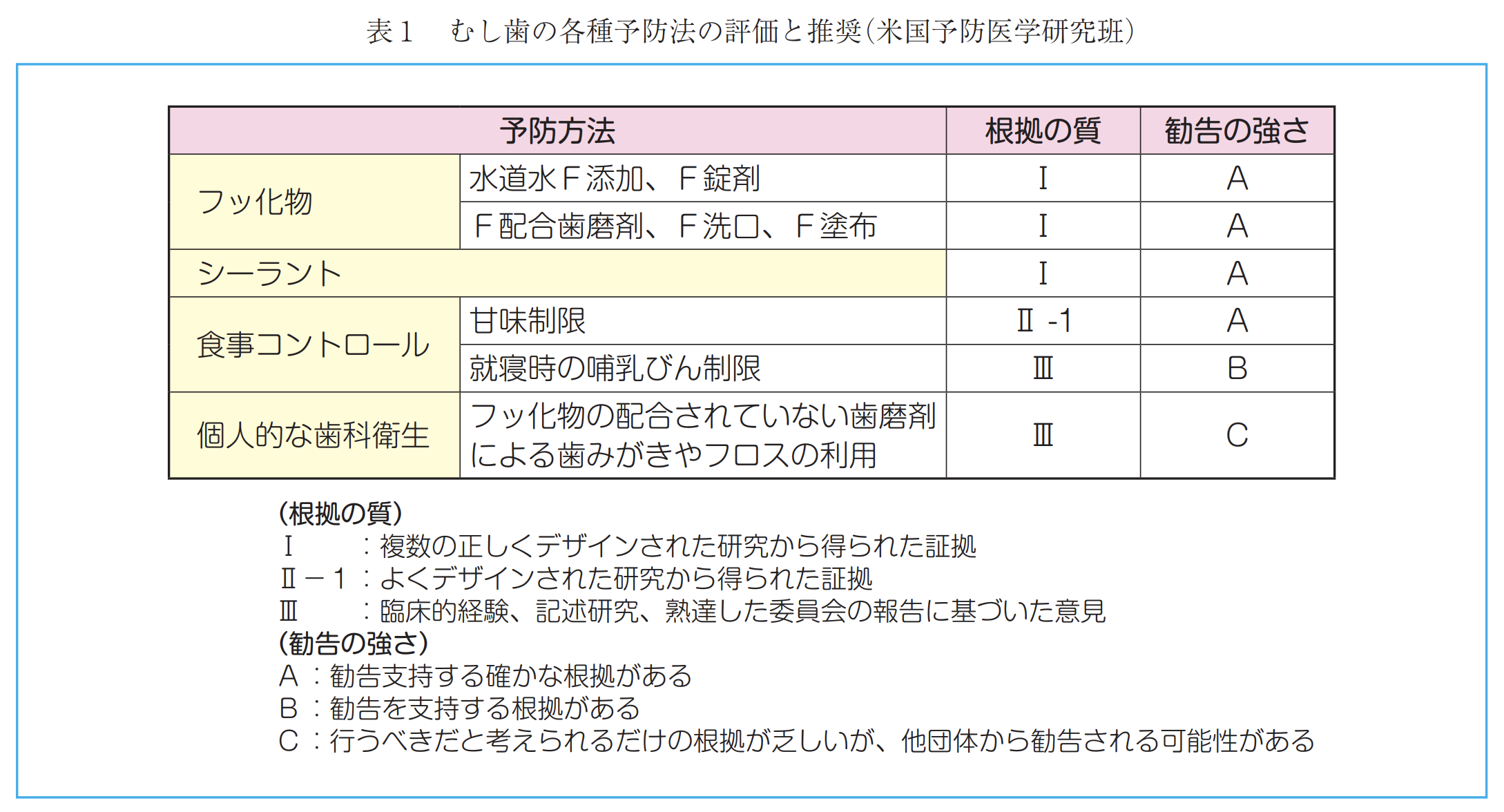
フッ化物応用は、確かなエビデンスをもつ虫歯予防法である

推進派は、歯科研究はフッ化物は歯の健康に明白な効果があることを示していると主張する。歯の発生期では、フッ化物はエナメル質にあるハイドロキシアパタイトの結晶と結合し、酸への耐性を高める。それゆえ、アメリカ歯科衛生士会といった組織では、人体に必要な必須栄養素ではないフッ化物を、歯の発生にとって必須の栄養素として分類している。
CDCや世界保健機関といった保健機関は、フッ化物添加水道水へのアクセスの改善を推進している。

## 世界での利用
アメリカ合衆国の一部と西欧のオーストリア、ベルギー、デンマーク、フィンランド、フランス、ドイツ、アイスランド、イタリア、ルクセンブルク、オランダ、ノルウェー、ポルトガル、スウェーデン、スイス では、水道水フッ化物添加は行われていないが、虫歯の有病割合はこの両方の地域において減少傾向にある。
フッ化物水道水添加を中止したカナダ、旧西ドイツ、キューバ、フィンランドといった国々では、虫歯の発生率は減少を続けている。水道水の99%は飲料以外に使われ環境汚染源となる、フッ化物にさらされることによる健康上の危険を理由に、スイスのバーゼル市は、1962年に水道水へのフッ化物添加を中止して今日に至っている。
このような状況から、反対派は、水道水にフッ化物を添加する有益性が低いばかりでなく毒性が懸念され、フッ化物ではない原因が虫歯を減らしていると結論する。

### 保健機関の主張
いくつかの保健機関は水道水フッ化物添加を推進し、これを最も費用のかからないフッ化物の利用法であると考えている。複数の水源を利用する地域では、水道水へのフッ化添加は、困難であり、また費用もかかる。そのためこのような場合は、他の方法が利用される。現在、世界保健機関はアフリカ、アジア、欧州において、安価なフッ化物配合歯磨剤、フッ化物添加ミルク、フッ化物添加食塩へのアクセスの効果を評価している。
また保健機関の大きな懸念は、フッ化物の過剰摂取の兆候である歯のフッ素症の発生である。歯のフッ素症の多くの事例では、天然水中のフッ化物濃度は、要求よりも高い。これらの地域では、水道水にフッ化物を添加する必要は無い。保健機関では、このような場合には、他の水源の利用か、フッ化物の除去を提案している。
また水道水フッ化物添加の恩恵に浴する人口は、現在も増えており、2012年では世界で（天然地区も含めて）約4億2,000万人に達している。

## 効果
しばしば、反対派は、フッ化物の添加地区と添加していない地区の小児における虫歯の発生率にほとんど差がないことを示す、米国国立歯科研究所による研究を提示する。この研究では、添加地区と添加していない地区の小児の違いは、0.12 - 0.30DMFSと、とても小さい。

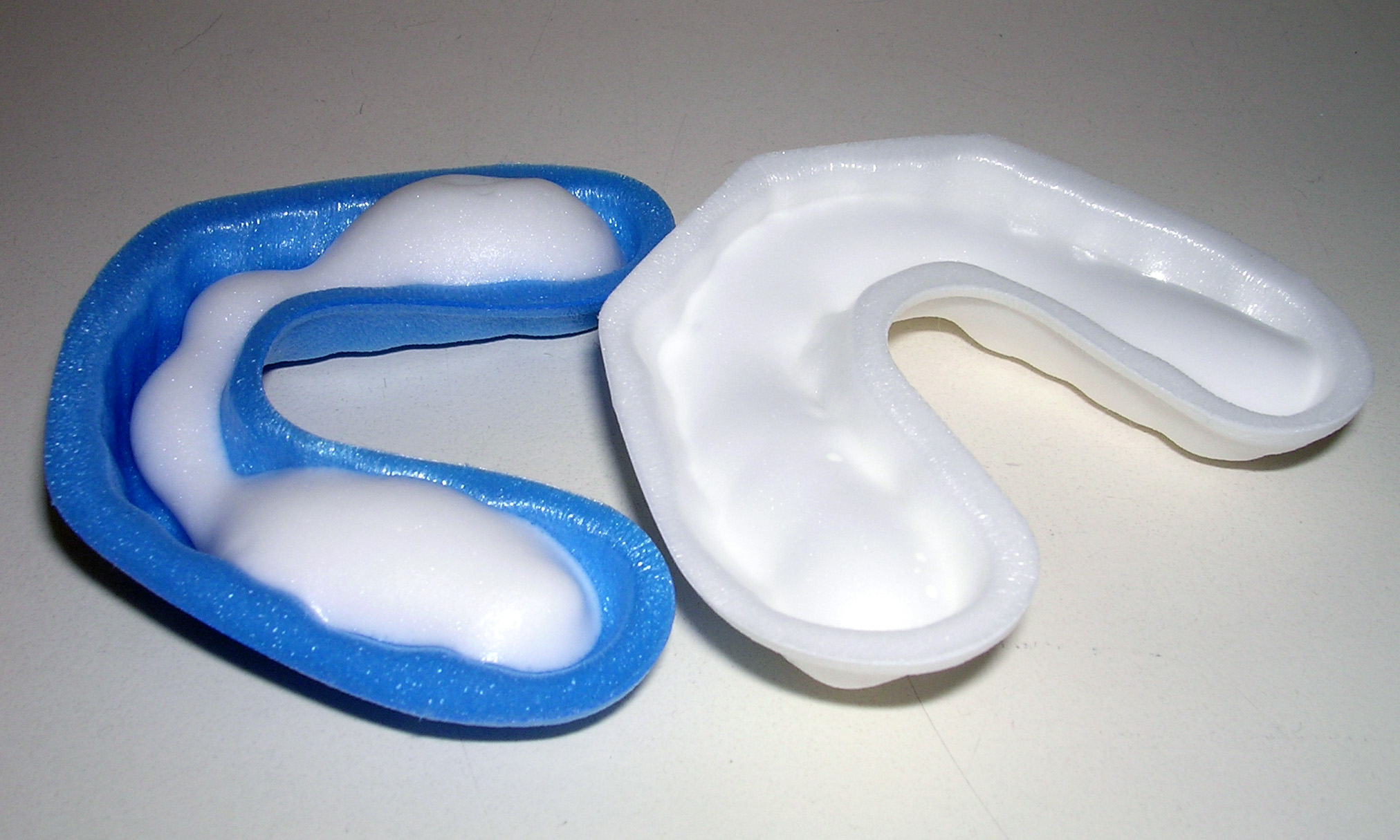
水道水フッ化物添加の反対派には、歯科医師の利用するフッ化物トレーによる、局所的応用を応援している。

ある反対派は、フッ化物は確かに虫歯を防ぐが、その効果は局所的なものであると主張する。そして、水道水フッ化物添加は、必要性に乏しく、効果的ではない。むしろ歯へのフッ化物応用は、歯科医院での利用、歯磨剤への配合が推奨される、と主張する。
また、ある反対派は、水道水フッ化物添加地区にも虫歯は残っていると指摘する。彼らはフッ化物に効果があるのならば、虫歯は発生しないだろうと主張する。推進派は理論上、水道水フッ化物添加地域の人々はその恩恵を受けているが、小児う蝕と成人のう蝕が流行している地域もあると主張する。
反対派は、歯の保健課題を考慮すると、水道水フッ化物添加は健康水準の向上には寄与せず、推進すべきではないと結論する。反対派は、虫歯の減少は水道水フッ化物添加以外の原因、フッ化物配合歯磨剤、食生活の改善、全身の健康の改善といった影響によるものであると主張する。
複数の研究が水道水フッ化物添加は、その中止の後にも、う蝕の進行を抑える（ハロー効果を有している）ことを示している。一部の研究は、水道水フッ化物添加は、中止後にも、継続以上のう蝕発生率の抑制効果を有していることを示している。
- アメリカのノースカロナイナ州のダーラムは水道水フッ化物添加を実施していたが、1990年から1991年9月まで11か月間の、水道水フッ化物添加の中止後、う蝕と歯のフッ素症について評価し、水道水フッ化物添加中止は、う蝕の発生を増加しなかったが、歯のフッ素症の発生率は44%となった[23]。
- カナダのブリティッシュコロンビア州で1993年に水道水フッ化物添加を中止した地域にて、3年後に調査したところ、水道水フッ化物添加継続中の地域に比べう蝕の発生率が減少し、水道水フッ化物添加を継続した地域のう蝕発生率は以前と変わりがなかった[24]。
- フィンランドのクオピオ市では1992年に水道水フッ化物添加を中止し、1995年と1998年に調査したところ、う蝕発生率は増加しておらず、水道水フッ化物添加の再開は不必要であると判断した[25]。
- ドイツのケムニッツでは、水道水フッ化物添加を中止した1993年から1996年にかけて12歳児の虫歯が著しく減少した[26]。

### 保健機関の主張

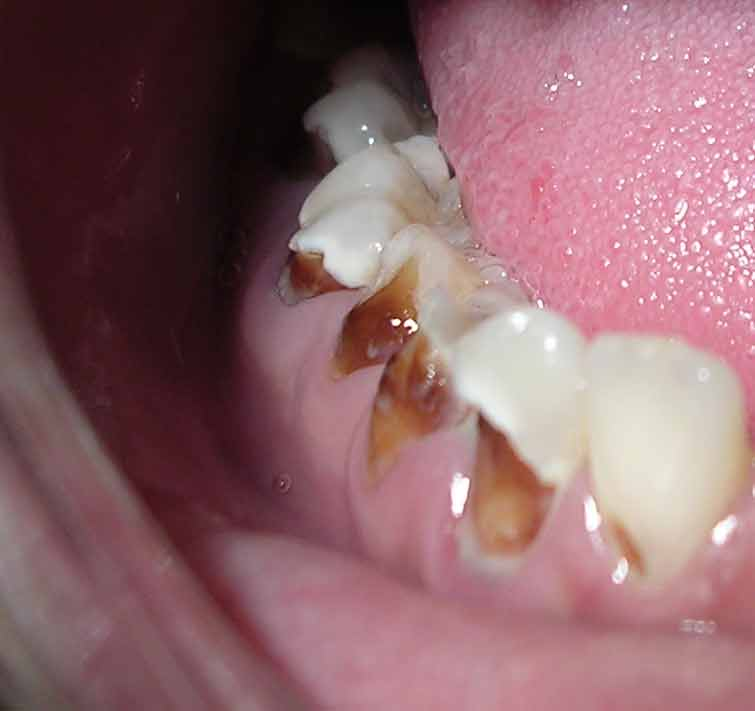
多発性の虫歯。保健機関はすべての虫歯をフッ化物の利用のみで完全に根絶できるとは考えてはいない。

CDCは、モービディティー・アンド・モータリティー・ウィークリー・レポートにて、水道水フッ化物添加の開始や継続は虫歯の発生率を29%減少し、中断は虫歯の発生率を増加させると、公表した。他の機関も、水道中のフッ化物濃度と虫歯の発生には明らかな関連がある事を認めている。また、口腔保健は多くの関連要素の影響を受けているため、フッ化物単独では虫歯を根絶できないと考えている。
水道水フッ化物添加の恩恵を受けやすい社会階層は、貧困層の人々である。また、歯の健康格差を緩和する重要な関連要素は、水道水フッ化物添加計画である。とはいえ、このような地域は、歯科治療へのアクセスの欠如、不良な口腔衛生教育といった、口腔衛生を悪化させるさまざまな課題にも苦しんでいる。このように推進派は、水道水フッ化物添加は、歯の健康を改善する要素の1つであると考える。

## 安全性
フッ化物は過剰摂取により死に至る、あるいは歯のフッ素症をもたらす。彼らは水道水に致死薬を添加することは無謀であり、一般社会に多くの疾病をもたらすと主張している。
1992年には水道水フッ化物添加設備の故障による「296人が中毒となり、1人が死亡」という事故が報告されている。

### 悪性腫瘍
沖縄の米軍占領時に水道水フッ化物添加が実施され、子宮がん発生率が有意に高くなった、最も大きな原因と考えられた。当時、全国一位であった子宮がん発生率は、水道水フッ化物添加の中止により減少した。

#### 保健機関の主張
CDCとアメリカ国立がん研究所は、水道水フッ化物添加は骨肉腫を引き起こすとは考えられない、という声明を出している。一般に悪性腫瘍は、水道水フッ化物添加では生じないと考えられている。国際がん研究機関の公表するIARC発がん性リスク一覧では、飲料水中の無機フッ素化合物をGroup3（ヒトに対する発癌性が分類できない）の化学物質に分類している。
いくつかの保健機関は、現在受け入れられているフッ化物の推奨濃度は、水道水フッ化物添加の反対者がフッ化物により生じるとしている多くの疾病には、関連が無いと断言している。

### 大脳への影響
反対派は、（水道水フッ化物添加と同等の濃度である）1ppmのフッ化物を含む水を1年間摂取させたラットの腎臓と大脳に有害な変化、大脳におけるアルミニウムの吸収の増加そしてアルツハイマー型痴呆の特徴であるβアミロイドの沈着が確認されたという、動物実験の存在を指摘する。

#### 保健機関の主張
アルツハイマー型痴呆と水道水フッ化物添加の関連は、不明である。1998年の研究は、フッ化物への暴露とアルツハイマー型痴呆の関連を示唆していた。研究グループは、この研究の方法には制限があり、最終的な結論ではないことを指摘している。現在、研究と保健機関はフッ化物はアルツハイマー型痴呆には関連が無いとしており、加齢と家族歴が、最も重要な関連要素であるとしている。さらに、水道水フッ化物添加は、アルミニウムとフッ化物の吸収の競合により、アルツハイマー型痴呆を予防するとする研究もある。とはいえ、この研究にも、設計に制限があり、最終的な結論にはつながらない。（研究の設計に制限があり、最終的な結論を提示できないことは、医学論文にはよくあることであり、水道水フッ化物添加の研究に特有の状況ではない。）

### さまざまな影響
反対派は、フッ化物は染色体の損傷をもたらし、DNAの修復を阻害するという意見を支持する研究の存在を指摘する。さらにある反対派は、フッ化物は、人の免疫系を弱体化し、癌の進行や後天性免疫不全症候群への抵抗力を奪うと主張する。反対派は、フッ化物の過剰摂取が小児の肝障害、腎機能、フッ素症に関連していると強調する。事実、フッ化物は高濃度では、多くの副作用を引き起こす。動物研究では、フッ化物がさまざまな種の雄の生殖器官に障害をもたらすことが示されている。それゆえ反対派は、フッ化物を危険であると考えている。

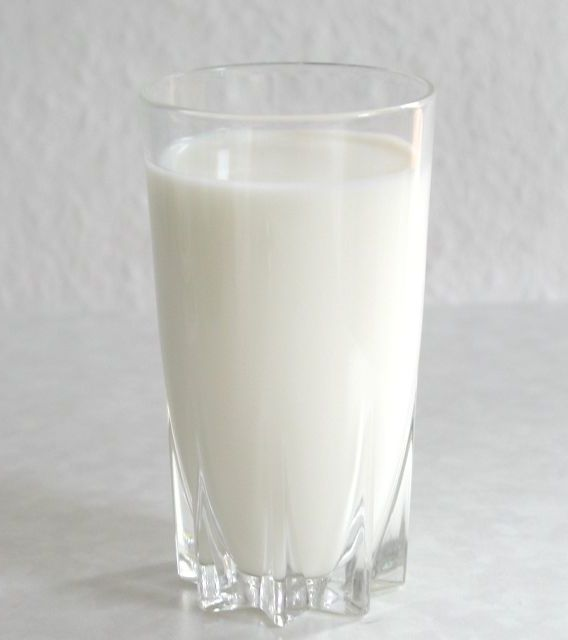
アメリカ国内では、フッ化物は栄養素ではないため、水道水フッ化物添加は、牛乳へのビタミンDの添加と比較する、というレトリックが多用されている

#### 保健機関の主張
水道水フッ化物添加の推進派は、高濃度のフッ化物は、身体に有害であることに合意している。それどころか、彼らは毒性は暴露量に基づくため、フッ化物のみならず、ほとんど全ての物質は有毒物質であると主張している。水道水フッ化物添加の擁護者である、アメリカ歯科医師会はビタミンA、ビタミンD、鉄分、ヨウ素、アスピリン、水は、特定の量を超えると、有害となりうるとしている。同じことはビタミンとミネラルのすべてにおいて真実である。フッ化物の推奨されている用量は、健康への恩恵が最大であり、副作用が最小であるレベルである。
腎疾病、ダウン症候群、鉛中毒、心臓病、受精率の低下、生物酵素の阻害といった懸念は、水道水フッ化物添加に起因するとは考えられていない。

### 歯のフッ素症

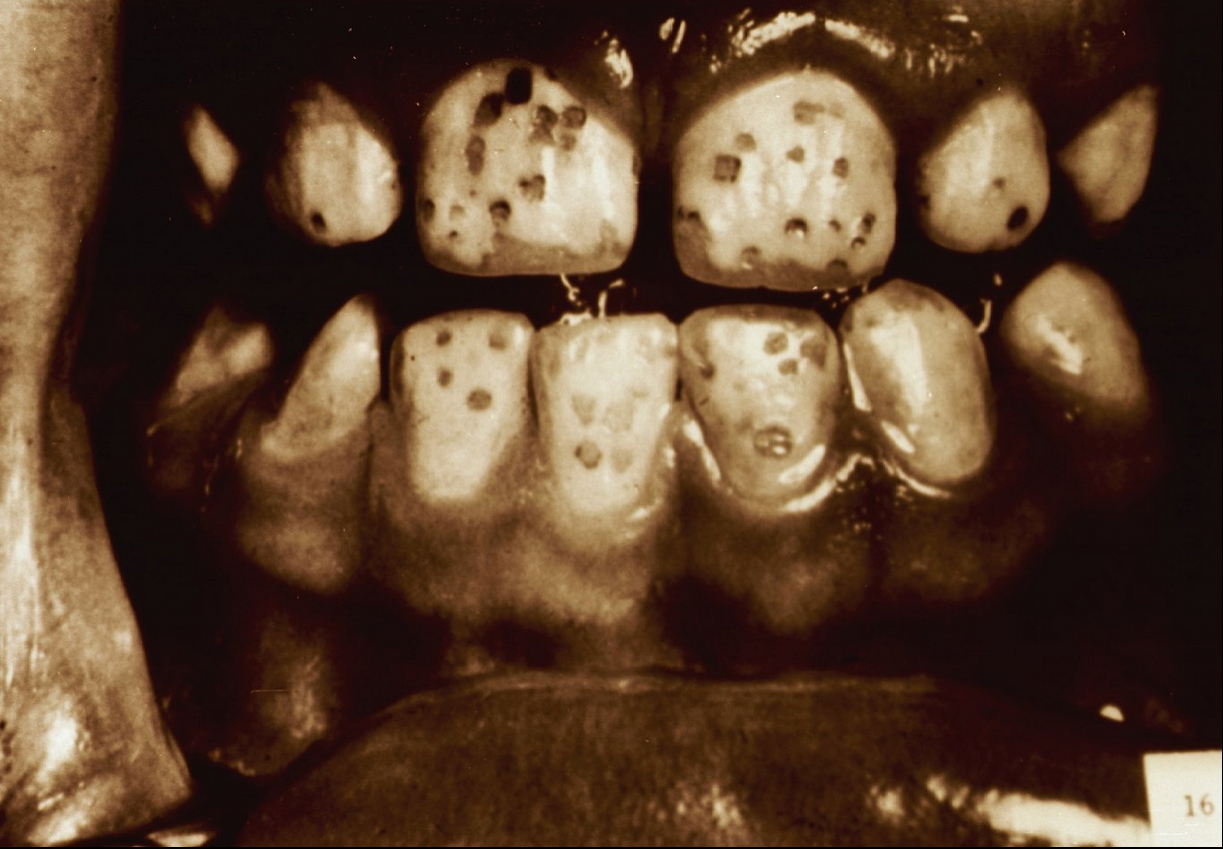
フッ化物の過剰摂取により生じた歯のフッ素症と思われる歯

フッ化物の過剰摂取で最大の懸念は歯のフッ素症である。歯のフッ素症は、重度では、歯の変色、エナメル質の表面の変化、そして口腔衛生の悪化をもたらす。CDCといった政府機関は、歯のフッ素症の有病割合の記録を続けている。同様に懸念される骨のフッ素症は、骨へのフッ化物の沈着による関節のこわばり、関節痛、時に骨の形態変化をもたらす疾病である。骨のフッ素症の発生には、高濃度のフッ化物への暴露が必要である。中等度の骨のフッ素症である骨硬化症は、5ppmのフッ化物濃度に10年間以上暴露されることで生じる。全米平均の水道水中のフッ化物濃度は0.71ppmであるが、紅茶3.73ppm、コーヒー0.91ppmなど濃縮された値を示す飲料水がある。
幼児の歯にみられるフッ素症は水道水にフッ素添加した地域によく見られ、歯が変色・変形したり永久歯の発達障害となったりする。
| \| フッ化物投与量[51] \| フッ化物投与量[51] \| フッ化物投与量[51] \| フッ化物投与量[51] \| \| 年齢 \| < 0.3 mg/L \| 0.3 - 0.6 0.3 mg/L \| >0.6 0.3 mg/L \| \| ------------------ \| ------------------ \| ------------------ \| ------------------ \| \| 0ヶ月 - 6ヶ月 \| 0 \| 0 \| 0 \| \| 6ヶ月 - 3歳 \| .25 mg \| 0 \| 0 \| \| 3歳 - 6歳 \| .50 mg \| .25 mg \| 0 \| \| 6歳 - 16歳 \| 1.0 mg \| .50 mg \| 0 \| 用量は milligrams F/day |            |                    |               |
| フッ化物投与量 |            |                    |               |
| 年齢 | < 0.3 mg/L | 0.3 - 0.6 0.3 mg/L | >0.6 0.3 mg/L |
| 0ヶ月 - 6ヶ月 | 0          | 0                  | 0             |
| 6ヶ月 - 3歳 | .25 mg     | 0                  | 0             |
| 3歳 - 6歳 | .50 mg     | .25 mg             | 0             |
| 6歳 - 16歳 | 1.0 mg     | .50 mg             | 0             |

#### 保健機関の主張
フッ素症を予防するために、保健機関は、フッ化物への暴露量を制限する指針を制作している。米国環境保護庁は水道水中のフッ化物濃度を4.0 mg/L以下に制限しており、また0.7 - 1.2 mg/Lを推奨している。世界保健機関は1.5 mg/L以上のフッ化物濃度は歯のフッ素症を生じさせると警告している。
また、適正な濃度で生じる可能性のあるマイルドな斑状歯は、歯科医師でなければ見分けることは難しいとされている。
フッ化物濃度が低い（通常0.6 mg/L以下の）場合、健全な歯の発生を促すために、フッ化物サプリメントが処方されることがある。フッ化物処方の勧告事項は、小児の年齢と、飲料水のフッ化物濃度に基づいている。

## 信頼性
多くの水道水フッ化物添加反対派は、フッ化物の危険性を正当化する、水道水フッ化物添加に反対する専門家を信頼している。そのような自然科学者やノーベル賞受賞者は、水道水フッ化物添加に精通した反対派の典型とされる。
科学機関や保健機関による、水道水フッ化物添加反対派への批判の一つは、研究を「投票」にしようとする行為である。ノーベル賞受賞者や歯科専門家による反対派意見への合意は、大衆に対しては、より説得力があるように思われる。しかし、研究者は、投票や世論調査では、科学的進歩は築かれないと強調する。研究者は、投票ではなく、多数の研究の方法やデザインの徹底的な調べ直しの末に、結論を出している。
水道水フッ化物添加反対派へのもう一つの批判は、彼らの視点を支持すると思われる研究の参考文献である。一般に、これらの研究は、利用されている方法といった基本部分で、科学研究者の大多数によって批判される。より解決の難しいことに、いくつかの反水道水フッ化物添加研究は「Fluoride Research（フッ化物研究）」といった、一見ピア・レビュー制度を備えていると思われる学術雑誌に発表されている。

## 倫理的課題
水道水フッ化物添加の反対派には、フッ化物の健康上の恩恵は認めるものの、上水道へのフッ化物を添加することの社会的・政治的意味あいに、同意できないという派閥がある。水道水フッ化物添加が人々の歯の健康を向上するとしても、治療を受けるという個人の選択（自由）に価値を見いだしている。そして、適切な同意が無い、水道水フッ化物添加は「強制的な集団投薬」であると主張するものである。
一方で、ある解説者は、フッ化物への暴露は少量でも健康に悪影響を与える可能性があるため、水道水フッ化物添加の命令は「倫理違反」かつ「人権侵害」であると主張する。フッ化物水道水添加における倫理的課題は科学的研究だけでは扱うことができないため、憲法と人権に関連のある課題として、主に裁判で扱われる。

### 保健機関の主張
しばしば、保健機関は水道水フッ化物添加についての2つの倫理的課題に直面する。これらの課題は、インフォームド・コンセントと低所得の人々の歯科治療の改善方法としての水道水フッ化物添加である。
水道水フッ化物添加の推進派は、これを、治療の承諾についての人権侵害であるとは考えていない。推進派は、フッ化物は全ての水源に天然で含まれているのだから、水道水フッ化物添加は、集団投薬ではないと主張する。推奨者たちの視点では、水道水フッ化物添加は、水に天然で含まれる物質を、虫歯を減らすために、加減していることになる。彼らは水道水フッ化物添加を、しばしば、朝食のシリアル、離乳食にビタミンを添加するといった、他の食品の補強と比較する。
またインフォームド・コンセントは臨床におけるステップであり、公衆衛生においてそれに対応するステップは、倫理的承認と計画の承認である。
推進派は、フッ化物への広く易しいアクセスを妨げることこそ、非倫理的であると主張する。水道水フッ化物添加の恩恵を最も受ける人々は貧しい地域にいる小児と成人であるため、水道水フッ化物添加は社会経済的地位の違いによる健康格差を緩和すると考えられている。反水道水フッ化物添加主義者の与える影響は、健康の社会的な不平等を維持する方向に働く。水道水フッ化物添加は、比較的低コストである。カナダ予防医療対策委員会は水道水フッ化物添加は「歯冠う蝕と根面う蝕の予防における唯一の最も効果ある公平かつ効率的手段である」としている。水道水フッ化物添加は、アメリカでは、一人当たり年間31セント程度の費用である。いくつかの保健機関は、水道水フッ化物添加は倫理原則を侵害していないとしている。
経済的、社会的及び文化的権利に関する国際規約（A規約）では、健康権は「達成できる最高水準の身体的精神的健康」であると説明されている。A規約で健康権を説明するとされる第十二条では、すべての者が到達可能な最高水準の身体及び精神の健康を享受する権利を有することを認めており、この権利の完全な実現を達成するためにとる措置には、伝染病、風土病、職業病その他の疾病の予防、治療及び抑圧に必要な措置を含む、としている。

## フッ化物添加粉ミルク
2006年11月9日のアメリカ歯科医師会会報によれば「幼児が、水でもどされた粉ミルクを摂取することにより、過剰量のフッ化物に暴露される可能性を指摘する研究がある」そして「もし粉ミルクをとくのなら、保護者はフッ化物の入っていない、あるいは低濃度の水の利用を考えるべきである」 と記されている。

## 政府、産業界による陰謀だとする説
ある反対派は、政治的目標達成のために科学研究をゆがめている、という政府による陰謀だとする説を展開する。こうした陰謀論は赤狩り運動を背景として、ジョン・バーチ・ソサエティなどの極右派によって展開され、1964年の映画『博士の異常な愛情 または私は如何にして心配するのを止めて水爆を愛するようになったか』ではフッ素添加を共産主義者による陰謀と主張する空軍司令官リッパーとして戯画化された。またあるジャーナリストは、1990年代になり開示された機密文書の分析をもとに、フッ素の安全性研究や水道水添加推進の背景に第二次世界大戦中の核兵器開発（マンハッタン計画）があり、ウラン濃縮などに大量に用いられるフッ素の害への懸念を、フッ素の有用性を広めることで抑え、マンハッタン計画を訴訟から守ろうとする目的があったと報じた。
またある陰謀論は、巨大産業は、フッ素という「産業廃棄物」を厄介払いしたがっていると主張する。とある陰謀論は、フッ化物は産業廃棄物であり、適切に処分するには費用がかかる、と主張する。産業界はこの費用から利益を守るために「何百万トンもの不要なフッ化物を環境にばらまいたのだ」 つまり、水道水フッ化物添加の反対派は「今や、水道水フッ化物添加の背後ある強大無比な無慈悲が、アメリカの『巨大企業』によることは、明らかである」と主張している。
その他には、歯科界による陰謀論や、世界に2万6千人いるフリーメイソン会員が、フリーメイソンの目標のために水道水フッ化物添加を促しているという陰謀論がある。

### 保健機関の主張
このような陰謀論にもかかわらず、政府機関と医学機関の大多数は、水道水フッ化物添加を支持しており、安全性に合意している。（医学会の合意を参照して下さい）CDCは、水道水フッ化物添加を20世紀の公衆衛生における10大偉業の1つであるとしている。2000年には、米国公衆衛生局長官は「アメリカの口腔衛生」と題して「水道水フッ化物添加は、20世紀の公衆衛生における偉業の1つである」と報告した。世界保健機関や国際歯科研究協会（IADR）といったさまざまな国際機関は、水道水フッ化物添加を安全で効果的な虫歯予防方法であるとして、支援している。

## 日本における議論
日本においては水道法第4条（昭和32年6月15日法律第177号）に基づく水質基準は、水質基準に関する省令（平成15年5月30日厚生労働省令第101号）およびその一部改正 （平成19年11月14日厚生労働省令第135号）により、51項目の検査項目・検査方法及び基準値が定められており、これに適合しないと水道水として供給できない。
水質基準に関する省令は、1950年（昭和25年）の「飲料水の判定標準とその試験方法」では、フッ素およびその化合物はフッ素の量に関して1.5 mg/L〈0.15ppm〉と定めている。1958年（昭和33年）の水質基準に関する省令（厚生省令第23号）では0.8 mg/L〈0.08ppm〉に定められ、1978年（昭和53年）以後mg/L表示になり現在に至っている。
なお、希薄な水溶液では、おおよそ1.5 mg/Lは1.5ppmに等しく、0.8 mg/Lは、0.8ppmに等しい。上記の〈0.15ppm〉と〈0.08ppm〉が、何を表しているかは、不明である。

### 1940年代
1945年（昭和20年） 水道水フッ化物添加の予備調査として、各地の飲料水に含まれるフッ素と斑状歯の関係性をめぐる調査、さらに小児科、内科、外科を含めた総合的研究団による日本各地の斑状歯地帯での疫学調査が行なわれた。

### 1950年代
1949年頃から学校衛生会と文部省は、全国約7万人の児童の大臼歯に2%のフッ化ソーダ水溶液を塗る実験を開始。34%に虫歯抑制効果があったとして、1951年より学校の飲用水のほか学校給食の味噌汁、ミルクに微量のフッ素を添加する実験学級を設けることを発表した。
京都市山科地区（当時は東山区の東半分）では1952年（昭和27年）から13年間、水道水フッ化物添加がフッ化物濃度0.6 mg/Lで実施されている。これは厚生省や文部省からの研究補助金によって試験的に行われ、健康への影響や水道工学関係の調査が行われている。
米軍統治下の沖縄本島では、1957年から日本返還の1972年まで広い範囲で実施されており、19市町村約50万人に給水されている。
1967年（昭和42年）朝日町 (三重県)では、水道水フッ化物添加がフッ化物濃度0.6mg/Lで実施された。これは浄水場拡張の影響により3年9ヶ月で中断となっている。

### 1970年代
日本歯科医師会企画調査室は、1971年（昭和46年）2月9日にフッ化物に対する基本的見解として「完全に国民病となったう蝕に対する対策は、もはや個人衛生の段階ではない」とした上で「上水道フッ化物添加を実施している諸国の一致したう蝕予防効果の成績からみて、もはやその有用性は疑う余地がない」と報告している。
1971年（昭和46年）5月、兵庫県宝塚市にて、斑状歯（歯のフッ素症）の発生が表面化し、水道水源である六甲山系（六甲山地）の水に水質基準を上回るフッ素が含まれていることが明らかとなっている。水道事業者である宝塚市の責任を問う訴訟が生じている。宝塚市の斑状歯訴訟についての年表を参照されたい。
日本水道協会は、1975年（昭和50年）10月13日に日本水道協会専務理事による新潟市長への回答において「むし歯予防のため水道水にフッ素を人為的に添加するにあたっては、フッ素添加上の問題点があり、これら問題点の解決をみることなしにフッ素を水道水に添加する必要性は認められません」という見解を出している。
1982年（昭和57年）日本口腔衛生学会フッ素研究部会は「歯の健康のためフッ化物の応用を推奨する」とした上で「歯科保健管理下で行われるフッ化物の応用は安全である」また「子ども達のう蝕予防のため、公衆衛生的なフッ化物応用のプログラムは効果的である」という見解を出している。

#### 宝塚市の斑状歯訴訟についての年表
- 1949年（昭和24年） 兵庫県は、1945年の予備調査の結果を受け、兵庫県衛生部内にフッ素被害対策委員会を組織した[82]。
- 1954年（昭和29年） 武庫郡良元村と川辺郡宝塚町が合併し、新たに宝塚市となった。
- 1971年（昭和46年） 宝塚市内の私営簡易水道と水源地が、宝塚市により統一される[89]。宝塚市立西山小学校PTA総会にて、伊熊和也が、斑状歯(歯のフッ素症)を取り上げて欲しい、フッ素で子どもらの歯はむしばまれているのだと訴える[90]。5月23日、伊熊は、ABCテレビを通じて、自身が調査したデータにもとづき、西山小学校の多数の児童に斑状歯の症状が認められたと公表した。
- 1971年（昭和46年）12月宝塚市斑状歯専門調査会が発足し、1974年（昭和49年）7月に最終報告書をまとめている[91]。上水道のフッ化物濃度が0.4から0.5mg/Lの地区では、M1以上の歯のフッ素症が25.4%と報告された[92]。
- 1974年（昭和49年） 3月市民団体である宝塚市斑状歯問題連絡会議が発足した[93]。
- 1975年（昭和50年） 1月宝塚市高松浄水場にフッ素電解除去設備が用意された。これは日本で唯一のフッ素除去設備である[94]。フッ素電解除去設備は1977年に休止している[95]。また現在は高松浄水場、フッ素電解除去設備の両方が休止している。
- 1975年（昭和50年） 9月斑状歯認定の申請受付が開始されている。10月斑状歯認定検診が始まる[96]。
- 1976年（昭和51年） 5月斑状歯認定委員会発足。6月斑状歯初の公費治療者決定、治療補償が開始される[96]。
- 1979年（昭和54年） 3月梅村斑状歯認定医が退任。6月に認定検診が中断される[96]。

- 1980年（昭和55年） 6月西川認定医による認定検診再開、宝塚市による認定漏れが確認される[96]。7月伊熊が宝塚市斑状歯対策室長を虚偽公文書作成容疑で神戸地検に告発した。8月1日伊熊斑状歯認定医、判定委員長は、1976年から5年間の斑状歯公費治療の92%が同氏であることを問題視する宝塚市議会に対し、治療の中止、斑状歯治療指定医療機関の閉院を宣言する[97]。8月4日宝塚市は住民推薦の判定委員である、伊熊斑状歯判定委員長と西川斑状歯判定副委員長を、斑状歯認定医と斑状歯判定委員、同じ人物が二つの職務を兼ねているのはチェックの意味がなく好ましくない[98]、として解職した[99][96]。9月13日伊熊斑状歯認定医、斑状歯専門委員を職務放棄のため解任、斑状歯治療指定医療機関としての契約も解除へ、と報道される[100]。9月29日宝塚市は、係長級、一般職員の二人で担当していた斑状歯対応を、課長級担当主幹を設け、課長級、係長二人の対応とした[101]。同日、宝塚市議会は、斑状歯問題対策特別委員会を設置した[102]。

- 1981年（昭和56年） 2月13日大阪地方裁判所にて斑状歯1次訴訟が提訴された。これは1987年（昭和62年）3月23日に棄却されている。また1991年（平成3年）11月25日には大阪高等裁判所にて棄却されている。1993年（平成5年）4月17日には最高裁判所にて棄却されている。

- 1982年（昭和57年） 3月31日宝塚市斑状歯の認定及び治療の給付に関する条例ならびに施行規則が制定され4月1日から施行された[103][104]。

- 1983年（昭和58年）4月宝塚市フッ素問題調査研究会が発足し、1988年（昭和63年）3月に最終報告書がまとめられている。
- 1987年（昭和62年）3月17日神戸地方裁判所にて斑状歯2次訴訟が提訴された。また4月20日には同裁判所にて斑状歯3次訴訟が提訴された。これらは1999年（平成10年）6月2日に棄却されている。

- 2016年（平成28年) 宝塚市は、昭和50年度から平成27年度までで、斑状歯の認定者数は1,429人（予備認定者818 人）、斑状歯対策経費は1,015,077,948円（うち治療費262,695,221円）と公開した[105][106]。

### 1990年代
日本歯科医学会は、1999年（平成11年）11月1日に「国民の口腔保健向上のためフッ化物の応用を推奨」し「わが国におけるフッ化物の目安摂取量を確定するための研究の推進を奨励」している。
衆議院厚生委員会では2000年（平成12年）11月17日、水道水への「フッ素添加」に関係して自由党の武山百合子議員が質問、厚生省の津島雄二国務大臣（厚生大臣）と福島豊政務次官が答弁した。委員会では武山が「水道水の弗素化の利用がなぜ遅れているかという点について厚生大臣にお聞きしたい」と質問し、津島国務大臣は「弗化物を添加するかどうかという話は、政治家の印象だけで議論をするには余りにも難しい問題」と、福島は「歯科の保健ということを考えるときに、水道水に弗化物を添加する国もありますけれども、全体としてどういう体制になっているのかということから評価をすることも必要なのではないか」などと答弁した。
朝日新聞は、2000年11月18日付けで「水道水へのフッ素添加を厚生省が容認」、「フッ素添加に関し要請があれば技術支援」と報じている。
厚生省水道整備課及び日本水道協会は、2000年11月28日に、11月18日付けの新聞各紙で「厚生省が水道水へのフッ素添加を容認した」と伝えられたことに対応して、再度見解を示した。
厚生省は2000年12月6日に健康政策局と生活衛生局との合意文書として「自治体から、水道水質基準（0.8 mg/L以下）内でのフッ化物添加について技術支援の要請があれば、水道事業者、水道利用者、地元歯科医師会等の理解等を前提に、厚生科学研究の成果を活用する等により歯科保健行政の一環として応じてまいりたい」との見解を、示している。
日本自治体労働組合総連合公営企業評議会は2000年12月8日に、水道水の生産と供給に従事し、命の水を守る労働者として、水道水へのフッ素添加に反対を表明している。
日本水道工業団体連合会は、2000年12月12日に、フッ素は水、食品、小魚など自然界に多く含まれており、日常生活の中での摂取量 は日々変動しているため摂取する基準値を遵守するうえからも、人為的な摂取は問題がある、との見解を示している。
日本歯科医師会は2000年12月21日に「水道水フッ化物添加が、各種フッ化物応用の中で、有効性、安全性、至便性、経済性等に対する、公衆衛生的に優れた方法であると認識するが、水道水への添加という手段の性格上、これの実施は、最終的には、地方自治体の問題であり、その経過においては、地域の歯科医師会をはじめとする関連専門団体、地域住民との合意が前提であると考える」との見解を示している。

### 2000年代
群馬県甘楽郡下仁田町にある下仁田町役場では、2000年代から水道水フッ化物添加が限定的に利用されている。
2002年、旧厚生省の医療技術総合研究事業による「歯科疾患の予防技術・治療評価に関するフッ化物応用の総合的研究」は「フッ化物応用に関する情報提供を今後各種のメデイアを通して広く国民を対象として展開していくことと、国民および地域住民によるインフォームド・チョイス（納得による選択）のための情報提供が急務の課題である」と報告している。
2002年9月13日、日本口腔衛生学会は、その第51回総会採択にて、社会に対する活動として「21世紀のわが国における国民の口腔保健の向上を図るため、専門学術団体として、フッ化物局所応用及び、水道水フッ化物添加法を推奨するとともに、それらへ学術的支援を行うことを表明」した。

### 2010年代
2011年1月21日日本弁護士連合会が「集団フッ素洗口・塗布の中止を求める意見書」を発表した。内容は水道水フッ化物添加も含め多岐にわたって調査し書かれている。
2012年、日本口腔衛生学会用語委員会は、water fluoridation、fluoridation waterに対する訳例として、水道水フッ化物濃度調整、水道水フロリデーション、フッ化物濃度調整水を挙げ、現代用いられていない訳例として水道水フッ化物添加、水道水フッ素化を挙げた。
2019年6月4日、歯科口腔保健の推進に係るう蝕対策ワーキンググループによる報告書を作成し、「費用対効果に優れ、様々な国や地域で活用できることから WHO が推奨しているフロリデーション等、フッ化物の全身応用や成人期・高齢期におけるフッ化物洗口等のポピュレーションアプローチを検討していく必要がある」と提案した。
2019年6月6日、参議院議員熊野正士が、厚生労働委員会にて、虫歯予防による健康増進について、フロリデーション（水道水フッ化物添加）を含めた、海外の事例も含めた調査・研究を行うよう求めた。
2019年6月6日、吉田学医政局長が、厚生労働委員会にて、「フロリデーション、これは日本では行われておりません」と答弁している。わが国では、各地に点在する在日米軍基地においてフロリデーションが実施されている。

### 2020年代
2022年7月19日、花角英世新潟県知事が、新潟県議会にて、「フロリデーションなど新たな展開を視野に入れたポピュレーションアプローチを県歯科医師会と研究してまいります」と答弁している。

## 大衆文化における引用
- 1964年の映画『博士の異常な愛情 または私は如何にして心配するのを止めて水爆を愛するようになったか』では、ジャック・D・リッパー将軍のセリフに「水道水フッ化物添加は、われわれの直面した中で、最も醜悪で危険な共産主義者による陰謀だということが、わからないのか?」というものがある[134]。
- 1997年の映画『陰謀のセオリー』でのメル・ギブソンのセリフには、「政府が水にフッ化物を入れるのは、私たちの意思を削ぐためだ」というものがある。
- 『ジャスティス・リーグ・アンリミテッド』のエピソード「クエスチョン・オーソリティー」では、陰謀論者の自警団であるザ・クエスチョンは、水道水フッ化物添加には虫歯予防効果はないと主張するものの、偵察衛星の映像から効果があることを認め、苦悩している。